# Camuns
|  | No s'ha de confondre amb Segobriges. |

Els camuns o camunnes (latí Camunni) foren un poble alpí que va habitar la vall de l'Ollius (avui Oglio) als Alps Rètics prop del llac Sabinus (llac d'Iseo). La regió és encara anomenada Val Camonica (Vall Camònica). Plini el Vell en diu que eren una tribu eugana, mentre que Estrabó els fa rètics.
Els camuns foren sotmesos per l'emperador August, fet que es menciona al Trofeu dels Alps i foren inclosos com a dependents a la ciutat de Brescia, però més tard van formar entitat pròpia (Res Publica Camunnorum). A la subsegüent divisió provincial van quedar inclosos a la Regio X Venetia et Histria.

## Etimologia
Johann Jacob Hofmann va proposar al seu Lexicon Universale, escrit al segle xviii, que podria haver-hi una relació directa entre la paraula "Camuno" i la paraula "Camulos", que designava una divinitat celta, relació ja esmentada per Marco Antonio Sabellico i per Guarino de Verona.

## Els historiadors antics
L'historiador grec Estrabó (58 aC- 25 dC), afirmava que els camuns formaven part del poble dels rètics (en llatí raeti) i els relacionava amb els leponcis, els quals procedien de la cultura de Golasecca, encara que posteriorment es van veure influïts per grups d'ètnia celta.
D'altra banda, l'historiador romà Plini el Vell (23-79 dC) va escriure que els camuns eren una de les diverses tribus d'eugans que s'havien aliat amb els romans.

## Hipòtesi de la historiografia moderna

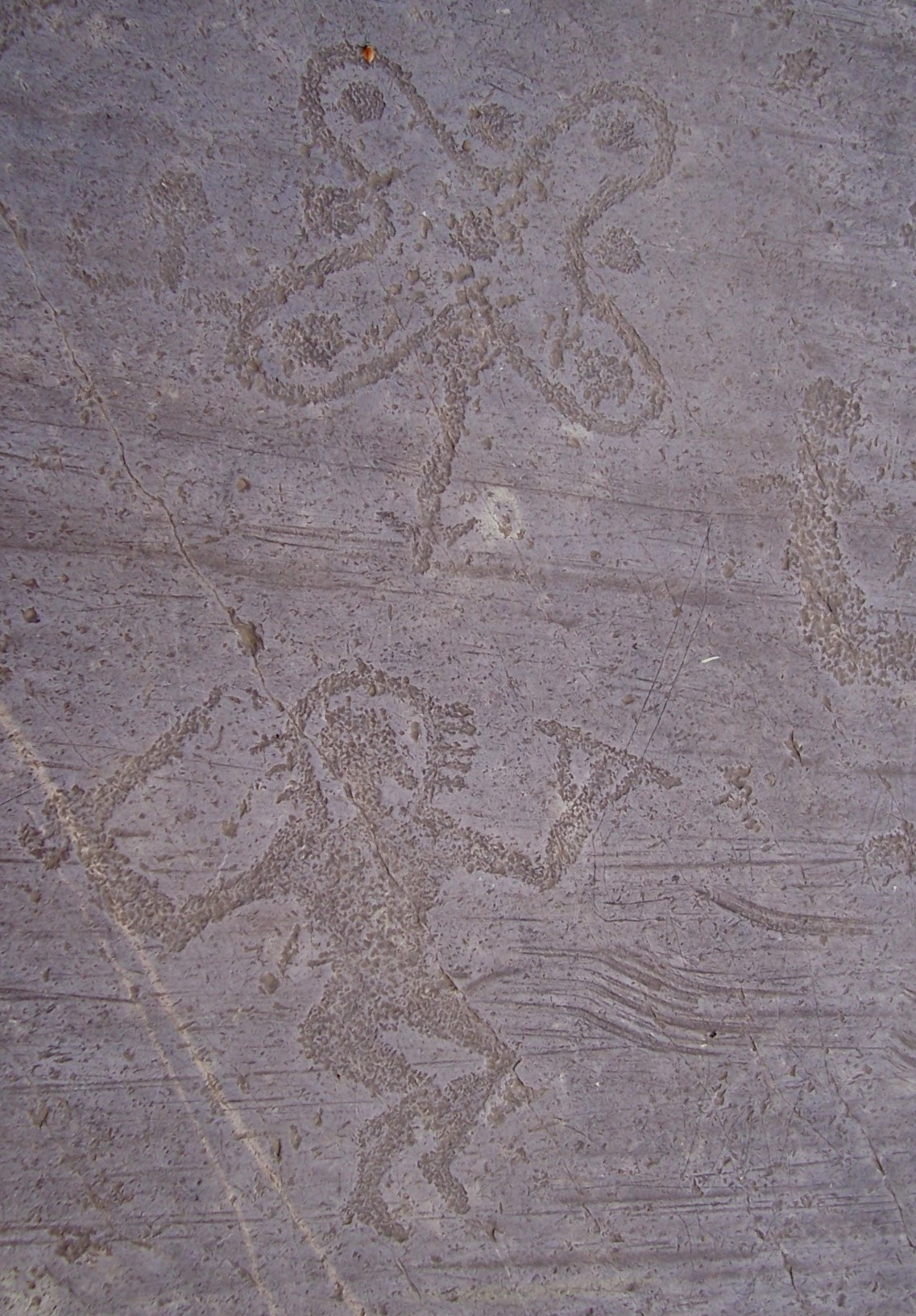
Una de les imatges rupestres atribuïdes als camuns

Fa uns 13.000 anys, a la vall de Camonica, gràcies a l'abundància d'arbres i fèrtils pastures, algunes espècies animals van començar a instal·lar-se als vessants dels Alps i a les seves valls. Va ser en aquest moment quan se suposa que van arribar-hi els primers ésser humans, atrets per la possibilitat de cacera. Probablement es van establir a la vora dels llacs, encara que els animals que caçaven (l'isard, la cabra salvatge), els devien anar a buscar per les muntanyes de l'entorn. Cap al I mil·lenni aC, ja formaven poblats construint palafits, unes cabanes elevades per evitar les humitats del fons de la vall que en aquell temps era principalment pantanosa. Així devia sorgir una civilització pròpia, la dels camuns. Segons la hipòtesi més recent, els camuns procedirien dels lígurs o serien la mateixa tribu que es van aventurar a explorar el territori més proper a les muntanyes.

## Contacte amb etruscs i celtes
Cap al segle v aC els etruscs ja havien iniciat la seva difusió per la plana Padana i van entrar en contacte amb les poblacions alpines. Traces de la influència d'aquesta cultura han romàs en l'alfabet que empraven els camuns, dels quals s'han trobat unes dues-centes inscripcions i són molt semblants a les de l'alfabet etrusc emprat al nord del seu territori. Un altre element de coincidència és l'art rupestre d'uns i altres.
Cap al segle iii aC van arribar a la península Itàlica diverses tribus celtes que provenien de la Gàl·lia transalpina, es van establir a la plana Padana i van entrar en contacte amb els camuns: són prova de la seva presència algunes inscripcions rupestres de la vall Camonica, on es poden distingir imatges de divinitats celtes, com Cernunnos.

## La conquesta romana
La vall Camonica fou sotmesa per Roma en el context de les campanyes de l'emperador August per la Rècia i l'arc alpí, conduïdes pels seus generals Drus el Vell i Tiberi (el futur emperador) contra els pobles alpins, entre l'any 16 aC i el 15 aC. La conquesta del front alpí oriental la va completar Publi Sili Nerva, governador d'Il·líria, dominant les poblacions existents a la vall de Como, llac de Garda, vall Camonica i vall de Venosta. El nom del poble camuni consta entre les inscripcions del monument anomenat trofeu dels Alps, que està a l'actual municipi francès de La Túrbia, i fou erigit l'any 7 aC per celebrar la conquesta:
«GENTES ALPINAE DEVICTAE TRVMPILINI · CAMVNNI · VENOSTES [...]» (traducció: Pobles alpins sotmesos: triumpilins, camuns, venostis [...])

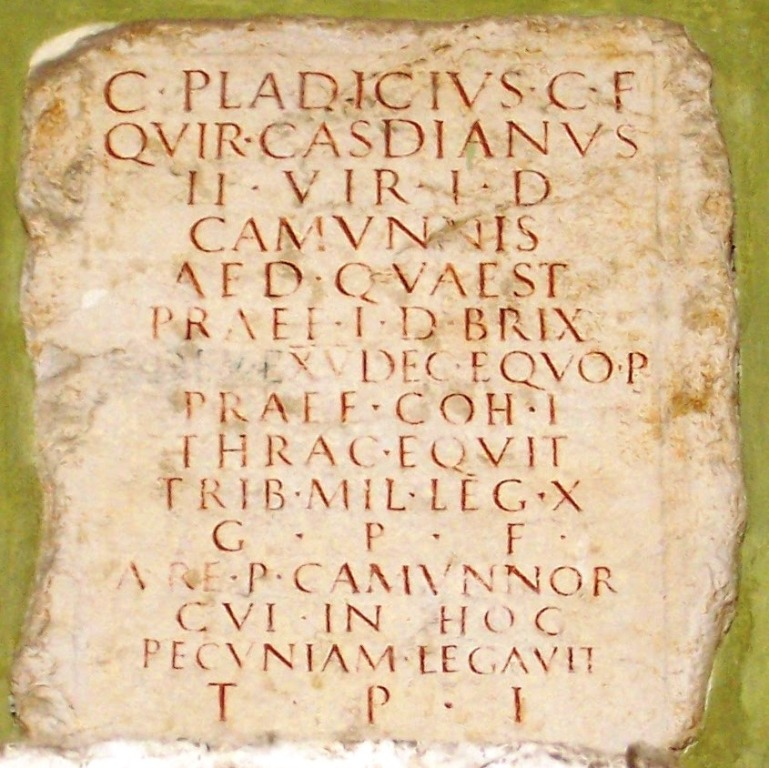
Inscripció d'època romana trobada a Cividate Camuno, que té les paraules: QUIR(ina), CAMUNNIS e RE P(ublica) CAMUNNOR(um)

Després de la conquesta romana, els camuns van ser annexats a les ciutats veïnes en condició de semisubmissió amb la pràctica de l'adtribūtiō, fet que els va permetre mantenir la seva pròpia configuració i identitat tribal mentre que la ciutat era el centre de la recollida d'impostos, lloc administratiu i judicial a un nivell superior del de la tribu. La ciutat a la qual van ser assignats els camuns va ser probablement Brixia. Van tenir inicialment la condició de peregrinus; més tard van obtenir la ciutadania romana i durant la dinastia Flàvia se'ls va enregistrar a la tribu Quirina, encara que van mantenir una certa autonomia administrativa: de fet, se'ls va considerar Res Publica Camunnorum.
Amb la romanització va sorgir Civitas Camunnorum (l'actual Cividate Camuno), fundada per Drus el Jove cap a l'any 23 dC durant el principat de Tiberi. A partir del segle i els camuns estaven ja inserits en les estructures polítiques i socials romanes: en són testimoni les nombroses proves de l'existència de legionaris, artesans i gladiadors d'origen camú en diverses àrees de l'Imperi romà. També la religió dels camuns es va adaptar pel mecanisme de la interpretatio a la religió romana; n'arribà a un sincretisme.

## Religió
Els experts han atribuït als camuns l'autoria d'un 70-80% de les pintures rupestres trobades a la zona i sembla que la seva funció tindria a veure amb rituals celebrats per ells, que podrien ser commemoracions, ritus iniciàtics religiosos o propiciatoris, que es farien en ocasions concretes individualment o col·lectiva.
En època romana es va fer el santuari de Minerva, que es va descobrir al municipi de Spinera di Breno l'any 1986. Està en un aflorament rocallós a la riba oriental del riu Oglio i té una fina decoració amb mosaics.
El començament de l'edat mitjana va coincidir amb l'arribada al territori dels camuns de religió cristiana. A partir dels segles IV-V es van destruir els antics llocs de culte, es van demolir les estàtues d'Ossimo i de Cemmo i es va cremar el santuari de Minerva.

## Llengua
Els testimonis de la llengua parlada pels camuns són escassos i no estan desxifrats; entre les  incisions rupestres de la Valcamonica, únic testimoni epigràfic de l'expressió camuna, es troben algunes inscripcions redactades amb el seu alfabet, una variant septentrional de l'alfabet etrusc. Els coneixements sobre aquesta llengua són massa incerts com per definir una possible pertinença a una família lingüística més àmplia.